# Спортни шейни
Спортните шейни са зимен спорт, в който състезателите се спускат с шейни по улей за бобслей. Шейните развиват висока скорост (150 км/ч) и състезателите ползват специфична състезателна екипировка.

## Правила
Състезанията могат да се провежадат в изкуствени или естествени улеи.

### Изкуствени улеи
Улеите са специално изградени съоръжения от прави участъци и виражи, притежаващи охладителна инсталация.
Състезателите стартират от най-високата точка на улея, седейки на шейната. Засилват се с ръце и лягат на шейната с краката напред. Шейната се управлява с краката и раменете, а се спира като състезателят се изправя и повдига шейната.
Индивидуалните състезания се състоят от четири спускани, провеждащи се в два поредни дни. Победител е състезателят, който има най-малка сума от времената от четирите спускания. Мъжете и жените се спускат по същия улей, но жените стартират от по-ниско. Състезанията по двойки се провеждат в две спускания в един ден.
Дължината на трасето е от 1000 до 1300 м. за мъжете и от 800 до 1050 м. за жените.
Международните състезания са в дисцилините мъже, жени, двойки и отборна щафета. Спускенето с шейни в улей е част от програмата на зимните олимпийски игри. Провеждащите се ежегодно състезания са Световната купа, Световната купа за младежи, Купата на нациите. Провеждат се и световно първенство (ежегодно, освен при олимпийски игри), Континентални първенства (в годините със зимни олимпийски игри и две години след това) и Световно първенство за младежи (ежегодно).

### Естествени трасета
Естествение трасета са в природнозаледени планински местности. Състоят се от прави участъци, „S“-образни комбинации, леви и десни завои. За разлика от изкуствените улеи няма задигане във вид на виражи. Трасетата са оградени от обезопазяващи мантинели.

## История

### Първи състезания
Първите състезания, за които има информация се състоят в Норвегия през 1480 г. и в Ерцгербирге през 1552 г.
За първо състезание по спускане с шейни се счита проведеното през 1883 г. в швейцарския курорт Давос. Там хотелиерът Каспър Бадрът, за да разнообрази програмата предлагана от хотела му, освен минералните бани и лечебни процедури, организира и състезание по шейни. Трасето е дълго 4 километра, представлява алея от Санкт Волфганг до Клостерс. Първите двама състезатели финишират с еднакво време – това са австралийският студент Джордж Робертсън, и Петер Минш – клостерски пощальон. Времето на първите шампиони в историята на спускането с шейни е 9 минути и 15 секунди. Средната им скорост е 26 км/ч (през 2010 г. максималната скорост достига 140 км/ч). В състезанието участват 21 души от седем държави – Англия, Германия, Холандия, Швеция, Швейцария и САЩ.

### Световни първенства
Първото световно първенство на изкуствен улей се провежда в Осло през 1955 г. Участниците са 52–ма, от 8 националности. Две години по-късно се основава официално Международната федерация (FIL) в Давос – Швейцария. До този момент шейните са малко или много в сянка на по-големия си брат – бобслея, чиято федерация е основана през 1923 година и не се е отнасяла пряко по проблемите на тогавашните шейни. Състоялото се първенство в Осло е генерална репетиция за предстоящите зимни олимпийски игри в Инсбрук.

### На олимпийски игри
На конгрес на Международния олимпийски комитет през 1961 година в Атина спускането с шейни в улей се включват в програмата на Игрите в Инсбрук през 1964 година. Дисциплините, които се провеждат са спускания за мъже, за жени и двойки мъже.
Приемането на шейните в олимпийската програма дава предпоставка този вид спорт да се смята за добре развит и с богат интерес от страна на активни състезатели и публика. IX Зимни олимпийски игри в Инсбрук дават необходимия тласък и добра перспектива за развитие на шейните в улей.
Един от най-известните състезатели в историята на зимните олимпиади е Георг Хакъл от южнобаварския регион около град Берхтесгаден, със своите два сребърни и три златни олимпийски медали в периода от 1988 до 2006 година. Той получава своите умения в един от най-титулуваните и силни сред шейни клубовете – Берхтесгаден. Завършва състезателната си кариера след Олимпиадата в Торино през 2006, където не попада сред медалистите. Състезанието там печели Армин Цьогелер от Италия, последван от Алберт Демченко от Русия и Мартинс Рубенинс от Латвия.

## Времеизмерване
В първите световни купи и олимпийски игри времеизмерването е с точност до стотни от секундата. На игрите в Сапоро, Япония през 1972 г. две двуместни шейни – Хорст Хьорнлайн с партньор Райхард Бредъл от ГДР и италианците Паул Хилгартнер и Валтер Плайкнер финишират с еднакво време (1:28.35 мин.). От този прецедент нататък се налага времеизмерване с прецизност до хилядни от секундата. В редки случаи при състезания и тренировки продължават да се дублират времена.

## В България
В България се провеждат организирани състезания по шейни от началото на 1970-те години. През 1985 година е учредена Българската федерация по шейни, която е официален представител на спорта за България и член на Международната федерация по шейни.
В България се провеждат национални първенства по шейни на естествени трасета в различни възрастови групи.
България участва в състезанията по спортни шейни в няколко зимни олимпийски игри.
В природен парк „Витоша“ има изградена писта за шейни на естествени трасета в местността “Марина поляна” близо до хижа „Звездица“.